# Bluie West Seven
 - Tidligere amerikanske militære installationer

Bluie West Seven er en del af de amerikanske forsvarsanlæg i Grønland, kaldet Bluie West, og hed under 2. verdenskrig Kangilinnguit, på dansk Grønnedal.
I Grønnedal er Grønlands Kommando hjemmehørende.